# Bohinjské jezero
Bohinjské jezero ([bohiňské], slovinsky Bohinjsko jezero, německy Wocheinersee) je průtočné podhorské jezero ve Slovinsku. Leží na severozápadě země mezi masivy Julských Alp, v nadmořské výšce 525 m. S rozlohou 318 ha jde o největší stálé jezero ve Slovinsku (Cerknické jezero má při maximálním naplnění podstatně větší plochu, ale jindy zase téměř vysychá). Je 4,35 km dlouhé, až 1,25 km široké, pobřeží má délku 10,9 km. Dosahuje maximální hloubky 45 m, přičemž čtyři pětiny jezera jsou hlubší než 20 m.  
Jezero je ledovcovo-tektonického původu, prohlubeň byla zformována v poslední době ledové intenzivním erozním působením Bohinjského ledovce. Ve východní části jezera jsou pozůstatkem četné morény. Po ústupu ledovce se kotlina zaplnila vodou – původně byla hladina o 16 metrů výše než dnes a sahala až do dnešní Staré Fužiny.

## Vodní režim

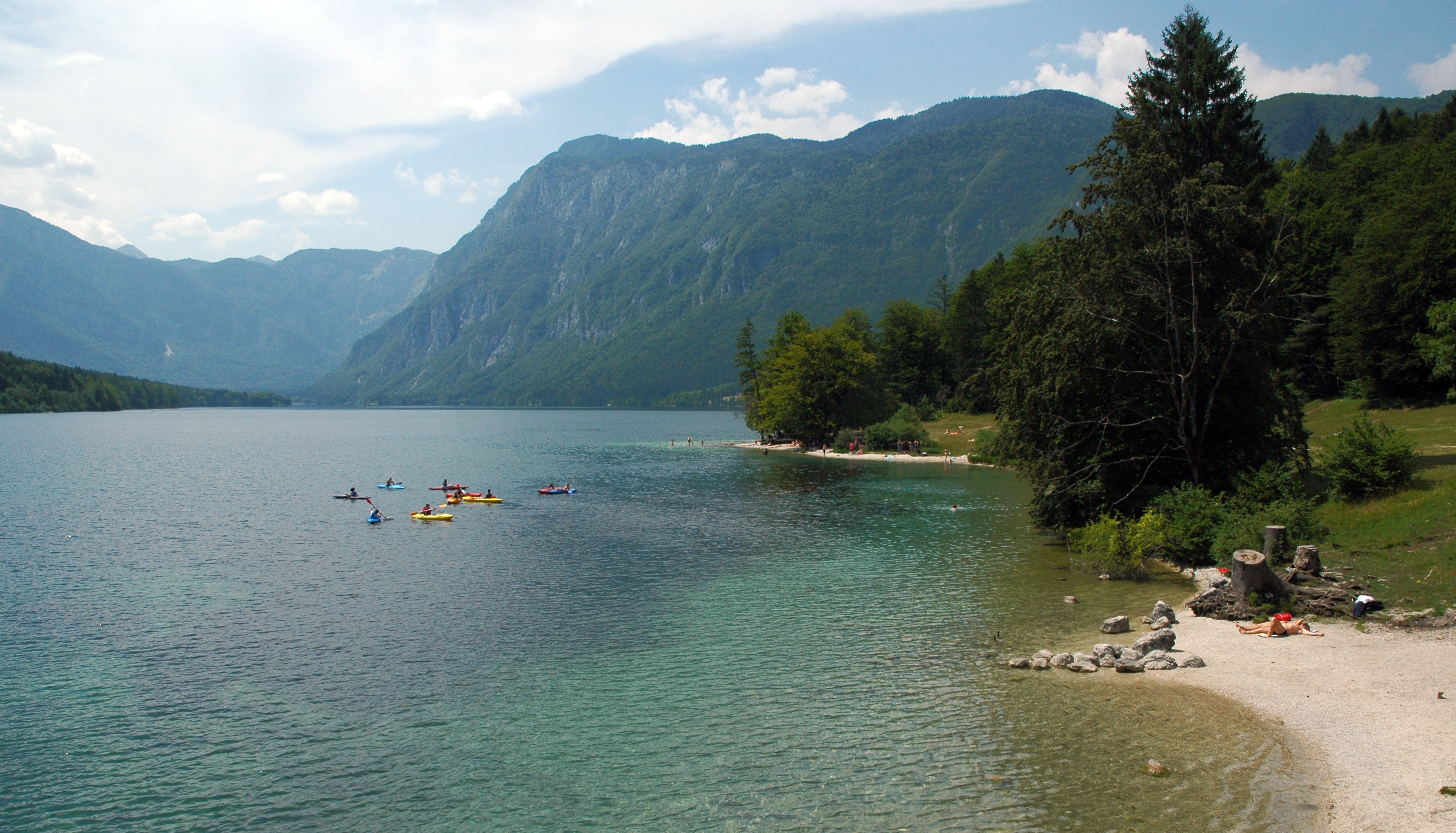
Bohinjské jezero - pohled od vesnice Ribčev Laz

Hlavním přítokem jezera je říčka Savica, která sbírá vody z vysokohorské doliny Triglavských jezer, probíjí se balvanovými morénami a u osady Ukanc se rozlévá v jezero. Na severním okraji jezera se dále nachází větší množství krasových pramenů, nejznámější z nich je Govic. Při dlouhotrvajících deštích na povodí se hladina jezera zvyšuje o 2 až 3 metry. 
Na jihovýchodním konci u vesnice Ribčev Laz z jezera volně vytéká tok zvaný Jezernica. Tato druhá nejkratší řeka ve Slovinsku se pak po méně než 100 metrech spojuje se zleva přitékající Mostnicí a vytváří Sávu Bohinjku, což je pravostranná zdrojnice řeky Sávy.
Voda v jezeře je poměrně chladná, její průměrná teplota se pohybuje od 1,6 °C v únoru do 18,1 °C v srpnu. V létě se však teplota vody může vyšplhat až na 22 °C, což spolu s čistotou jezera vede k velké oblibě pro koupání. V zimě se hladina jezera zase mění na velké ledové kluziště.

## Ochrana přírody
Celé povodí jezera se nachází na území Triglavského národního parku, jehož součástí se stalo roku 1981. Za jasného počasí lze z něj vidět i vrchol nejvyšší hory Slovinska, Triglavu (2 864 m n. m.).